# Partly Cloudy
Partly Cloudy é um curta-metragem animado da Pixar, escrito e dirigido por Peter Sohn e produzido por Kevin Reher. Foi exibido nos cinemas antes do longa-metragem da Pixar, Up, e é um recurso especial em seu lançamento em DVD e Blu-ray. Foi incluído no Animation Show of Shows em 2009.
Em um artigo da CGSociety, Sohn diz que sua ideia para o filme veio de assistir Dumbo quando criança: no filme, uma cegonha entrega Dumbo, levando um jovem Sohn a se perguntar de onde os pássaros vieram. Sua conclusão foi de que os bebês vinham das nuvens, sendo necessários animais voadores para entregá-los.

## Enredo
Nuvens alegres no céu criam bebês, como meninos e meninas humanos, gatinhos e filhotes, e os entregam em cegonhas para serem entregues aos futuros pais. No entanto, uma nuvem cinzenta solitária chamada Gus tem a tarefa de criar animais que são prejudiciais. Sua cegonha de parto, Peck, fica com o pior, sendo mordida por um crocodilo, atacada por uma ovelha selvagem e picada por um porco-espinho. Quando Peck vê que sua próxima entrega é um tubarão, ele fica com cada vez mais medo e voa para longe.
Sentindo-se rejeitado, desanimado e zangado, Gus desencadeia uma breve tempestade, depois começa a chorar com a chuva caindo de sua parte inferior. Peck, no entanto, logo retorna com um capacete de futebol e ombreiras, criadas para ele por outra nuvem para mantê-lo seguro (aludido em uma cena anterior, onde a mesma nuvem cria dois bebês que adorariam futebol). Gus imediatamente se anima e dá a Peck uma enguia elétrica para entregar, o que o choca apesar do equipamento de proteção; desta vez, porém, Peck permanece de bom humor (mas um pouco cansado).